# 垂井城
垂井城（たるいじょう）は、美濃国不破郡（現在の岐阜県不破郡垂井町）にあった日本の城。明確な遺構がないため正確な位置は不明だが、文献や地形などから専精寺境内が所在地に比定されており、案内板と石碑が建っている。

## 概要
今須領主（鎌倉氏族）長江氏の一族の長屋景頼が、垂井の領主になってから築かれたとされている。天文年間に長屋景興が相羽城に居を移したが、1547年（天文16年）に斎藤道三の侵攻により相羽城で景興が戦死し、長屋氏は没落する。この時に垂井城も廃城もしくは機能が大きく損われたとされている。その後、1600年（慶長5年）に平塚為広が垂井領1万2千石で入封すると、垂井城を居城として整備拡張したと思われるが、同年の関ヶ原の戦いで為広が討死したため廃城になる。景興が戦死してから為広が入城するまでの期間は不明である。

## アクセス
- JR東海道本線 垂井駅北口より西へ約500メートル、徒歩で約7分。

## 付近の名所
- 南宮大社：石鳥居（国の重要文化財）
- 長屋氏屋敷跡
- 垂井の泉
- 中山道垂井宿